# Daniel Kaimi
Daniel Kaimi est un bodyboardeur américain originaire d'Hawaï. Il a été le premier champion du monde de sa discipline en 1982.